# Qutb ad-Din asch-Schirazi

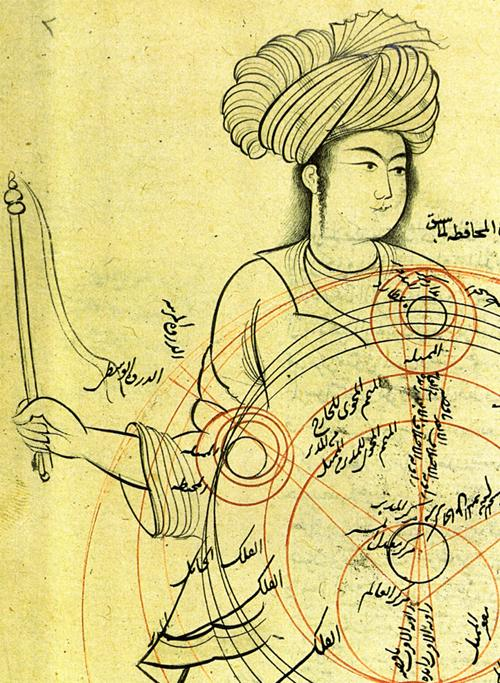
Epizyklenmodell der Planeten aus mittelalterlichem Manuskript des Qutb ad-Din asch-Schirazi

Qutb ad-Din Mahmud ibn Masud asch-Schirasi, unter anderem als Qotboddin Shirāzi transliteriert (arabisch قطب الدین محمود بن مسعود الشیرازي, DMG Quṭb ad-Dīn Maḥmūd b. Masʿūd aš-Šīrāzī; * Oktober 1236 in Schiras, Iran; † 7. Februar 1311 in Täbris) war ein persischer Wissenschaftler, der vor allem in Schiras, Maragha, Dschuvain, Anatolien (Konya, Sivas, Malatya) und Syrien wirkte. Bekannt ist er unter anderem für die mit seinem Lehrer Nasir ad-Din at-Tusi verfassten Kritiken am Almagest des Ptolemäus, die Fortführungen der optischen Versuche des Alhazen und für die erste richtige Erklärung für den Aufbau des Regenbogens. Neben der Astronomie und Physik beschäftigte sich Quṭb ad-Din auch ausgiebig mit Medizin und Mathematik, zu der auch die Musik gehörte, sowie mit Theologie und Philosophie.

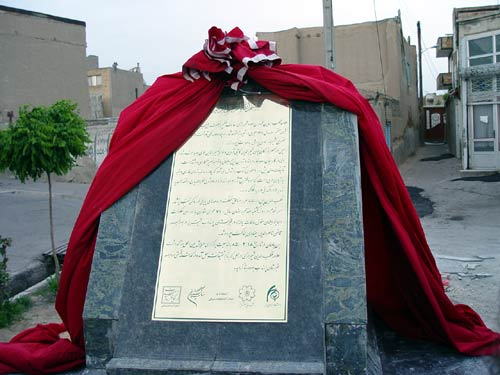
asch-Schirazis Grabmal

Quṭb ad-Dins bekannteste Werke zur Astronomie sind das 1281 fertiggestellte Nihāyat al-idrāk fī dirāyat al-aflāk („Die Grenzen der Durchdringung des Wissens über den Himmel“) und At-Tuḥfatu-š-šāhīya („Das königliche Geschenk“) aus dem Jahre 1284. Beide behandeln sein Modell der Planetenbewegung, das eine Verbesserung des ptolemäischen Epizyklenmodells darstellte.
In der Mathematik schrieb er eine Abhandlung mit dem Titel Fī ḥarakāt ad-daḥrağa wa-n-nisba baina-l-mustawā wa-l-munḥanā („Über Abrollbewegungen und das Verhältnis zwischen Ebene und Kurve“), vermutlich über elementare Zykloidengeometrie.
Quṭb ad-Din stammt aus einer Familie, die viele Sufis (islamische Mystiker) hervorbrachte, und so wirkte er auch selber als solcher. In dieser Rolle schrieb er einen berühmten Kommentar zum Ḥikmatu-l-išrāq des Schahab ad-Din Yahya Suhrawardi, einem einflussreichen Werk innerhalb des Sufismus. Qutb ad-Din asch-Schirazis bekannteste Schrift ist aber das in Persisch geschriebene Werk Durrat al-tāğ li-Ġurrat ad-dībāğ („Perlenkrone“) von 1306, bei dem es sich um einen umfangreichen Traktat über Musik handelt und das neben eigenen Beiträgen auch die Theorien von al-Fārābī und seines Lehrers Safi ad-Din al-Urmawi vermittelt sowie ein komplexes Notationssystem enthält. Die Kenntnis der spekulativen Mystik (arab. ʿirfān) erwarb er durch das Studium bei Ṣadr ad-Dīn al-Qūnawī, der wiederum als einer der besten Schüler von Ibn Arabi gilt.
Auch einen Korankommentar hat er verfasst.